# Обст, Андреас
Андреас Обст (нем. Andreas Obst; род. 13 июля 1996, Галле, Саксония-Анхальт) — немецкий профессиональный баскетболист. Выступает за баскетбольный клуб «Бавария».

## Карьера
Профессиональную карьеру Обст начал в «Брозе».
14 июня 2016, Обст перешёл в «Гисен Фотисиксерс» на правах аренды.
5 июля 2017 подписал контракт с новичком Бундеслиги, клубом «Рокетс».
2 июля 2018 подписал 3-летний контракт с испанским клубом «Обрадойро».
1 июля 2019 года вернулся в Бундеслигу и подписал 2-летний контракт с баскетбольным клубом «Ратиофарм».

## Сборная Германии
В 2016 году, Обст был вызван в сборную Германии для участия в отборочных матчах к Евробаскету-2017.

## Достижения

### Клубные
- Чемпион Германии: 2015/2016
- Серебряный призёр чемпионата Германии: 2021/2022

### Сборная Германии
- Чемпион мира: 2023
- Бронзовый призёр чемпионата Европы: 2022